# Nambé (Burkina Faso)
Pour les articles homonymes, voir Nambé.
Nambé est une localité située dans le département de Koubri de la province du Kadiogo dans la région Centre au Burkina Faso. En 2006, cette localité comptait 574 habitants dont 52,3 % de femmes.